# Pasquale Terrazzano
Pasquale Terrazzano (Lugano, 28 maggio 1989) è un ex hockeista su ghiaccio svizzero, di ruolo portiere.

## Statistiche
Statistiche aggiornate ad luglio 2012.

### Club
| Stagione | Squadra           | Stagione regolare | Stagione regolare | Stagione regolare | Stagione regolare | Playoff | Playoff | Playoff |
| Stagione | Squadra           | Lega              | P                 | GAA               | SVS%              | P       | GAA     | SVS%    |
| -------- | ----------------- | ----------------- | ----------------- | ----------------- | ----------------- | ------- | ------- | ------- |
| 2005-06  | Lugano            | NLA               | 0                 | -                 | -                 | -       | -       | -       |
|          | Lugano U20        | Elite Jr. A       |                   |                   |                   |         |         |         |
| 2006-07  | Lugano            | NLA               | 0                 | -                 | -                 | -       | -       | -       |
|          | Chur              | NLB               | 2                 | -                 | -                 |         |         |         |
|          | Lugano U20        | Elite Jr. A       | 24                | -                 | -                 |         |         |         |
| 2007-08  | Ohio Blue Jackets | USHL              | 36                | 3.24              | 0.903             |         |         |         |
| 2008-09  | Lugano            | NLA               | 3                 | 5                 | -                 | 0       | -       | -       |
|          | Lugano U20        | Elite Jr. A       | 6                 | -                 | -                 | -       | -       | -       |
|          | Schweiz U-20      | NLB               | 0                 | -                 | -                 | -       | -       | -       |
| 2009-10  | Lugano            | NLA               | 3                 | 4.17              | 0.79              | 0       | -       | -       |
| 2010-11  | Lugano            | NLA               | 3                 | 5.54              | 0.801             |         |         |         |
| 2011-12  | Milano Rossoblu   | Italy2            | 32                | 1.89              | 0.933             | 14      | 2.4     | 0.918   |

### Nazionale
| Stagione | Livello               | Risultati        | Risultati | Risultati | Risultati |
| Stagione | Livello               | Competizione     | P         | GAA       | SVS%      |
| -------- | --------------------- | ---------------- | --------- | --------- | --------- |
| 2006-07  | Switzerland U18 (all) | International-Jr | 0         | -         | -         |
| 2008-09  | Schweiz U-20          | NLB              | 0         | -         | -         |

## Palmarès

### Club
- Serie A2: 1

 Milano Bears RB: 2011-12